# Theater der Freundschaft (Nauen)

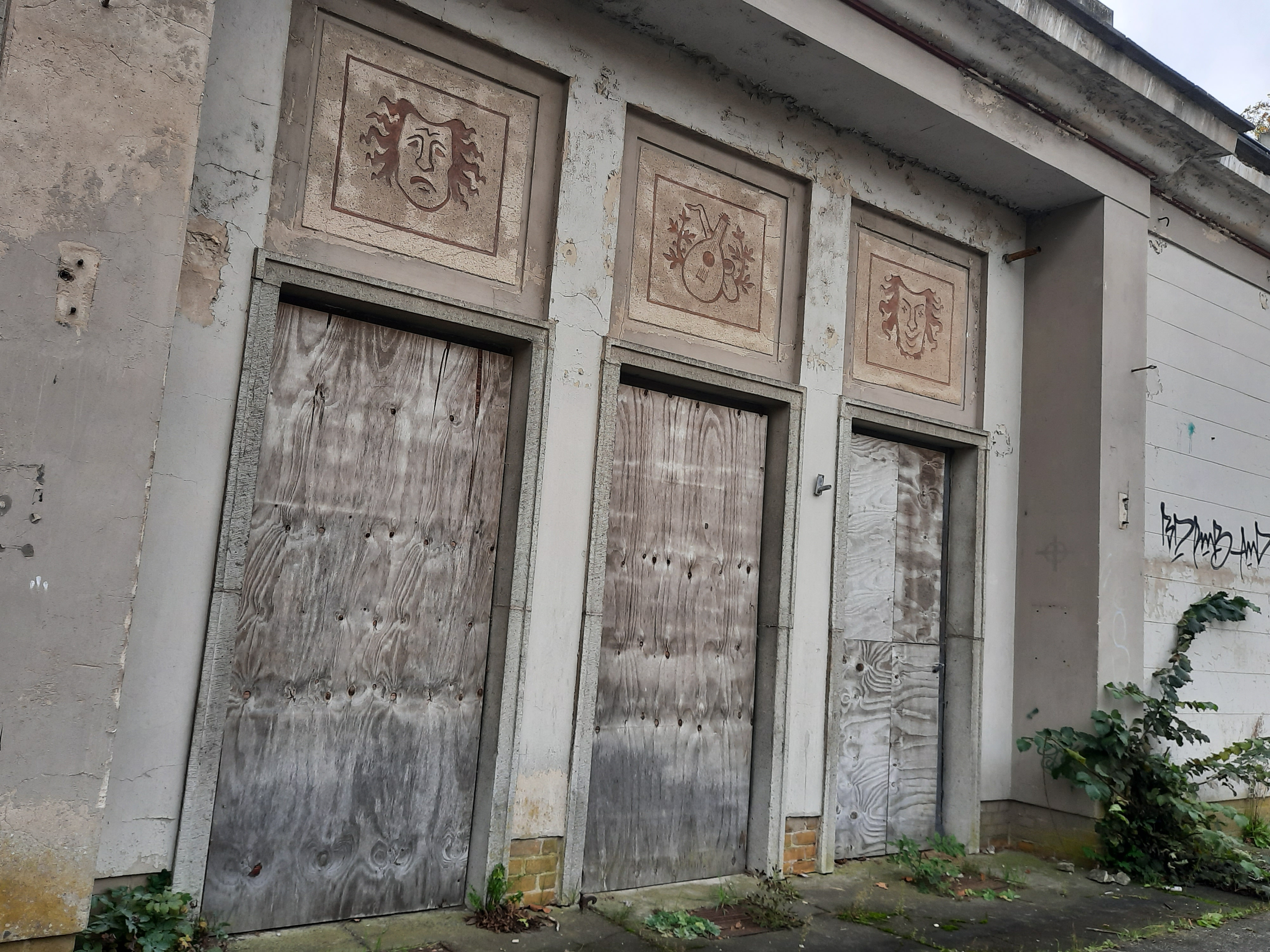
Eingangsportal

Das Theater der Freundschaft befindet sich in der Stadtmitte in der Ketziner Straße 32 in Nauen und wurde 1955 eröffnet. Das Gebäude wurde im Stil des Sozialistischen Klassizismus von H. P. Richter entworfen. Es enthielt neben einer Kinoleinwand eine Bühne und ein Foyer und wurde vorwiegend als Kino genutzt. Der Hauptsaal hatte ein Fassungsvermögen von 380 Plätzen. Es gab ein separiertes kleines Kino-Café mit 42 Sitzen und eine kleine Galerie für Ausstellungen. 1977 wurde das Kino vom Architekten V. Brandt renoviert. Der Eintrittspreis für eine Filmvorführung zu DDR-Zeiten betrug eine DDR-Mark, bei Filmüberlänge 1,50 Mark. Inhaber um 1991 war die Märkische Kino-Union GmbH. Die Betreiberstrukturen wechselten in den Folgejahren mehrfach.
Der reguläre Betrieb wurde um 1997/1998 eingestellt. Seitdem steht das seit dem 25. August 1993 in der Denkmalliste des Landes Brandenburg verzeichnete Gebäude leer. Es befindet sich in wechselndem Privatbesitz. Eine geplante Sanierung des leerstehenden Hauses mit dem erneuerten Nutzungszweck als Kino wurde um 2010 nach begonnenen Arbeiten vorzeitig abgebrochen. Das Dach musste nach Auflage des Denkmalamtes wegen Einsturzgefahr erneuert werden.
In der städtischen Kulturpolitik bildet die Liegenschaft einen stetig wiederkehrenden Ansatzpunkt zur Neuausrichtung des Kultur- und Zivillebens in Nauen.

## Architektur
Der Kinobau sticht durch den flachgedeckten Eingangstrakt in klassizisierenden Formen und attikaartiger Brüstung hervor. Die straßenseitige Fassade wird durch hohe Fenster und Lisenen gegliedert. Das dreiteilige Eingangsportal ist mit figürlichen Reliefs versehen. Es ist ein typisches Beispiel für Kulturbauten der 1950er Jahre in der DDR.